# Getån
Getån är en å som rinner genom Krogsereds socken. Ån börjar vid Kärrssjön som är en liten sjö mellan Skog, Allbäckshult, Skallekulla och Sandsered. Den rinner därefter till kvarnen i Skoglund (Stixered) och fortsätter sedan vidare till huvudbyn. Därefter fortsätter den till Tångabo. Man ser den sedan i Krogsered där den rinner förbi kyrkan och vidare till Kroksjön. Ån rinner slutligen (via Stampån) ut i Ätran.
Bönderna i åns närområde bildade under åren 1919 och 1920 "Sänkföretaget" med huvuduppgift att gräva om ån för att förbättra åkermarkerna omkring den. Främst bönderna i Stixered och Årnakulla hade problem med vattensjuka marker.
I byn Stixered fanns i ån ett sågverk och en kvarn, som med hjälp av vattenkraft drev ett sågblad, som bönderna i närområdet kunda använda. Man malde även spannmål här.